# Hermann Fischer (Maschinenbauingenieur)

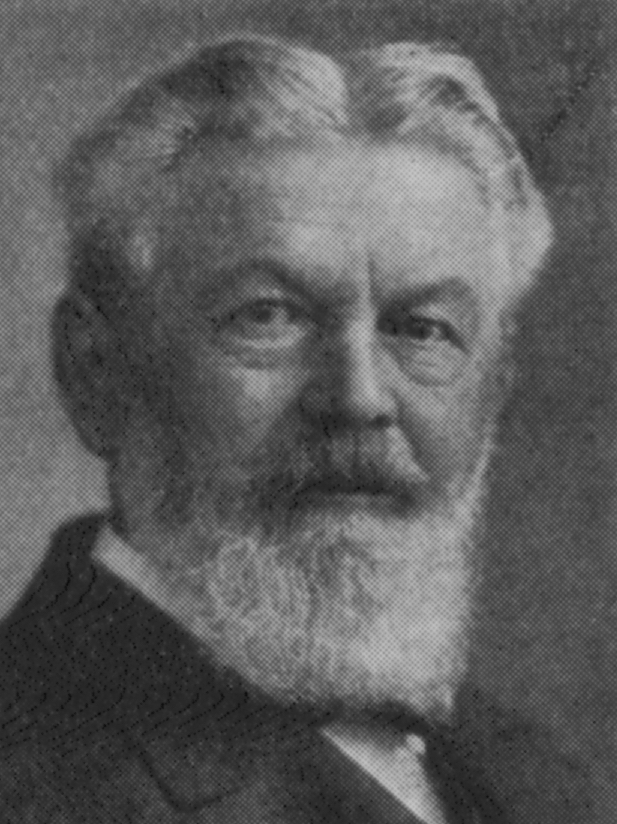
Hermann Fischer

Friedrich Wilhelm Hermann Fischer (* 2. Mai 1840 in Rödermühle bei Osterode am Harz; † 11. Februar 1915 in Hannover) war ein deutscher Maschinenbauingenieur und Hochschullehrer. 

## Leben
Hermann Fischer war der Sohn eines Mühlenbesitzers. Er besuchte eine Privatschule und studierte von 1856 bis 1860 Maschinenbau an der Polytechnischen Schule in Hannover. Sein Praktikum absolvierte er während der jeweiligen langen Ferien in einer Hildesheimer Eisengießerei und Maschinenfabrik. Nach Studienabschluss war er in Chemnitz, Bautzen, Bremen und Malmö praktisch tätig. 1867 kehrte Fischer nach Hannover zurück, um sich selbständig zu machen. Dazu erwarb er im November 1868 in Berlin das Diplom eines Zivilingenieurs. Fachliche Schwerpunkte des selbständigen Ingenieurs waren der Fabrikneubau sowie Heizungs- und Lüftungsanlagen. Im Mai 1876 trat Fischer die Nachfolge von Karl Karmarsch an der TH Hannover an und unterrichtete in den Disziplinen Mechanische Technologie sowie Heizungs- und Lüftungsanlagen. Fischer behandelte die Werkzeugmaschine als Sondergebiet des Maschinenbaus auf wissenschaftlicher Grundlage. 1883 lehnte er einen Ruf an die TH Darmstadt ab. 1910 trat er in den Ruhestand, war aber weiterhin als Gutachter tätig. 1915 starb er an den Folgen einer Lungenentzündung.
Hermann Fischer verfasste zahlreiche Aufsätze, insbesondere für die Zeitschrift des Vereines deutscher Ingenieure. 1879 erschien das von ihm verfasste Buch Die Holzsäge. Das ein Jahr später publizierte Beleuchtung, Heizung und Lüftung der Räume erlebte 1907 bereits seine dritte Auflage. 1888 wurde Allgemeine Grundzüge und Mittel zur Aufbereitung veröffentlicht. Die ursprünglich von Karl Karmasch verfassten Bücher Handbuch der mechanischen Technologie und Handbuch der Werkzeugmaschinenkunde überarbeitete er grundlegend.
Hermann Fischer war seit Herbst 1863 Mitglied des Vereins Deutscher Ingenieure (VDI). 1870 war er Gründungsmitglied des Hannoverschen Bezirksvereins des VDI. 1871, 1875 und 1881 saß er dem Bezirksverein vor. 1872 war er Vorstandsmitglied des Gesamtvereins. Er war auch Gründungsmitglied des 1880 gegründeten Verbandes Deutscher Ingenieure für Heiz- und gesundheitstechnische Anlagen.
Hermann Fischer war seit 1866 mit Fanny, geborene Hörig, verheiratet und Vater von drei Söhnen.

## Auszeichnungen
- 1889: Roter Adlerorden IV. Klasse
- 1895: Ernennung zum Geheimen Regierungsrat
- 1895: Ehrenmitgliedschaft des Hannoverschen Bezirksvereins des VDI
- 1902: Roter Adlerorden III. Klasse mit Schleife
- 1906: Königlicher Kronenorden II. Klasse
- 1906: Doktoringenieur ehrenhalber der TH Aachen
- 1910: Roter Adlerorden II. Klasse mit Eichenlaub